# Tetylenchus abulbosus
Tetylenchus abulbosus är en rundmaskart. Tetylenchus abulbosus ingår i släktet Tetylenchus och familjen Tylenchidae. Inga underarter finns listade i Catalogue of Life.